# Chondrilla

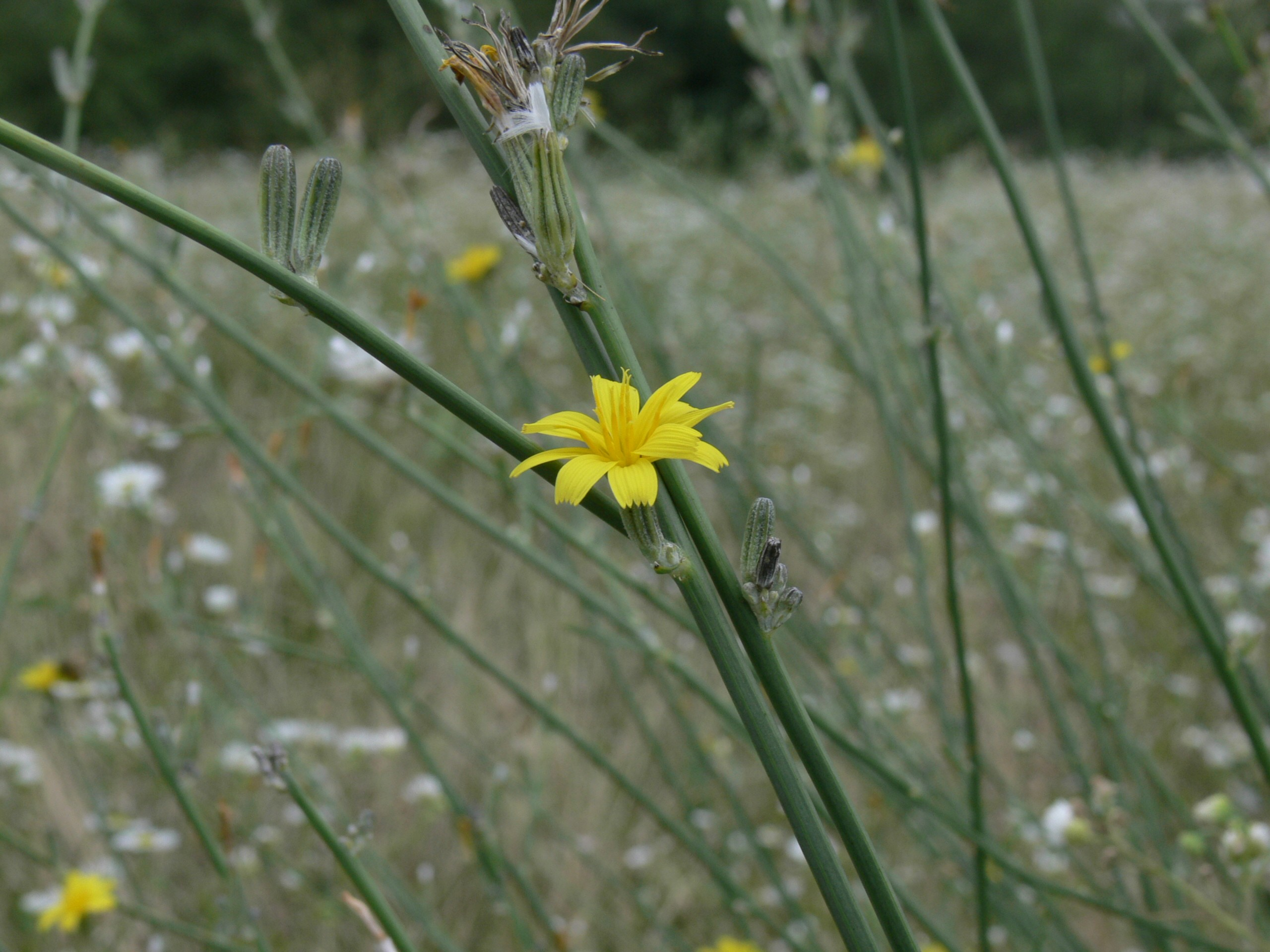
Kwiatostan chondrilli sztywnej

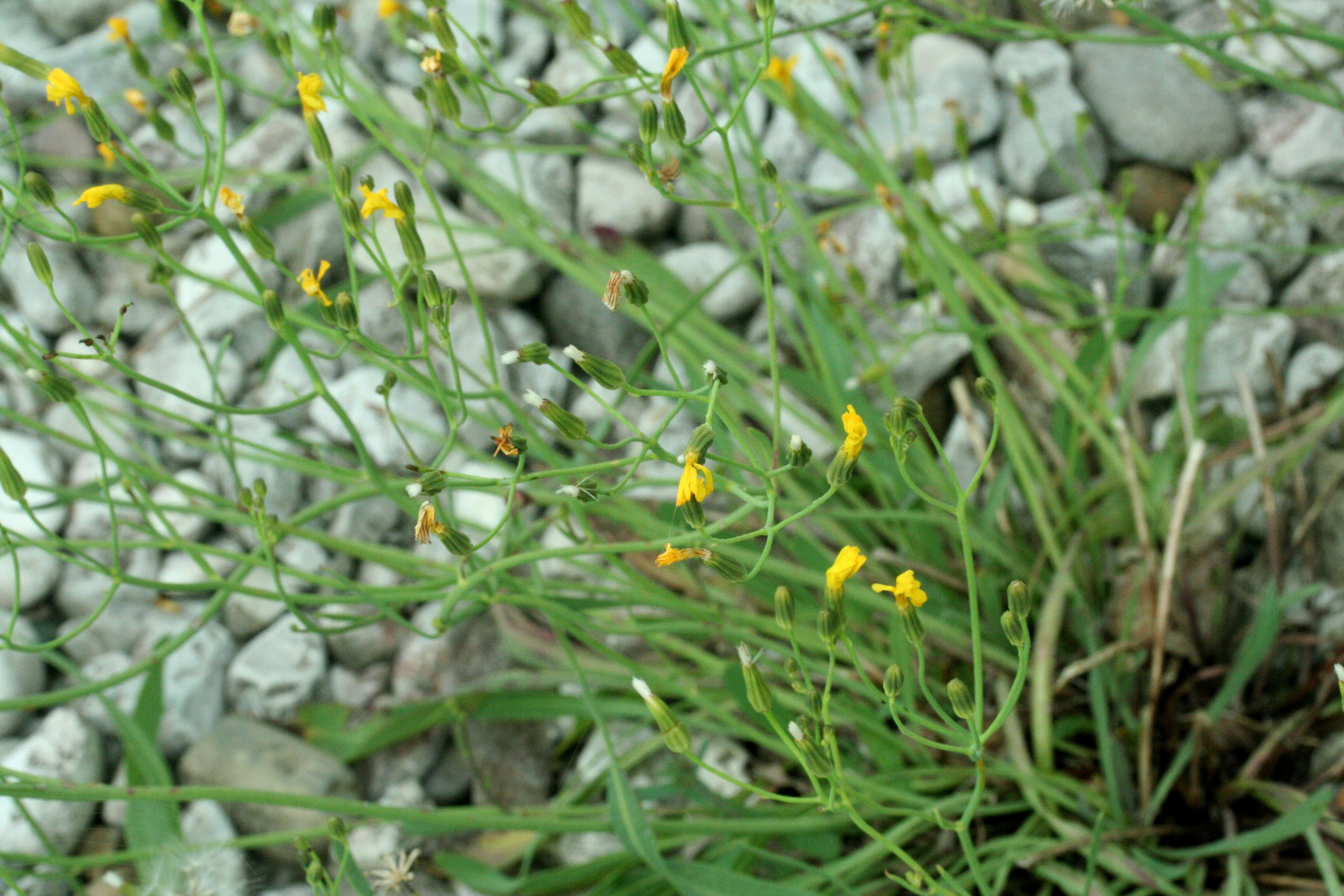
Chondrilla chondrilloides

Chondrilla (Chondrilla L.) – rodzaj roślin z rodziny astrowatych (Asteraceae). Obejmuje 25–29 gatunków. Występują one w środkowej i południowo-zachodniej Azji (w Chinach 10 gatunków) oraz w basenie Morza Śródziemnego. W Europie obecnych jest 5 gatunków (po wyodrębnieniu w osobny rodzaj roślin z rodzaju Willemetia). W Polsce rośnie dziko jako gatunek rodzimy jeden przedstawiciel rodzaju – chondrilla sztywna C. juncea. Jest to zarazem najszerzej rozprzestrzeniony gatunek, introdukowany poza jego naturalny zasięg do Ameryki Północnej i Południowej, Australii i Nowej Zelandii. Rośnie on w klimacie ciepłym jako uciążliwy chwast w uprawach zbóż, problematyczny m.in. ze względu na cienkie, sztywne łodygi, które uszkadzają mechanizmy maszyn rolniczych. Gatunek kontrolowany jest za pomocą grzyba Puccinia chondrollina. W Hiszpanii pędy tego gatunku spożywa się po ich zblanszowaniu.

## Morfologia
PokrójRośliny zielne, zwykle byliny, rzadko jednoroczne, często gęsto (miotlasto) rozgałęzione. Pędy nagie lub owłosione w różnym stopniu, zwykle sztywne i mocno wydłużone.
LiścieCzasem skupione w przyziemną rozetę, poza tym występują liście łodygowe.
KwiatyJęzyczkowe, skupione w niewielkie koszyczki siedzące pojedynczo lub po kilka w dużym rozproszeniu wzdłuż pędu i na jego szczycie. W koszyczku znajduje się zwykle 5–12 kwiatów. Okrywa cylindryczna utworzona z 5–9 lancetowatych listków równej długości, nagich lub owłosionych w różnym stopniu. Od zewnątrz wsparta krótszymi (do 1/4 długości listków wewnętrznych) zewnętrznymi listkami. Korona kwiatu żółta, o długiej rurce.
OwoceNiełupki walcowate z 5 żebrami i krótszym lub dłuższym dzióbkiem, z puchem kielichowym tworzonym przez białe, proste i nierozgałęzione włoski.

## Systematyka
Rodzaj z podplemienia Chondrillinae, plemienia Cichorieae podrodziny Cichorioideae w obrębie rodziny astrowatych (Asteraceae). Najbliżej spokrewnione rodzaje, należące do tego samego podplemienia to Phitosia i Willemetia.
Wykaz gatunków
- Chondrilla ambigua Fisch. ex Kar. & Kir.
- Chondrilla aspera Poir.
- Chondrilla bosseana Iljin
- Chondrilla brevirostris Fisch. & C.A.Mey.
- Chondrilla canescens Kar. & Kir.
- Chondrilla chondrilloides (Ard.) H.Karst.
- Chondrilla evae Lack
- Chondrilla graminea M.Bieb.
- Chondrilla juncea L. – chondrilla sztywna
- Chondrilla kusnezovii Iljin
- Chondrilla laticoronata Leonova
- Chondrilla latifolia M.Bieb.
- Chondrilla lejospemna Kar. & Kir.
- Chondrilla macra Iljin
- Chondrilla macrocarpa Leonova
- Chondrilla maracandica Bunge
- Chondrilla mariae Podlech
- Chondrilla mujunkumensis Iljin & Igolkin
- Chondrilla ornata Iljin
- Chondrilla pauciflora Ledeb.
- Chondrilla phaeocephala Rupr.
- Chondrilla piptocoma Fisch., C.A.Mey. & Avé-Lall.
- Chondrilla ramosissima Sm.
- Chondrilla rouillieri Kar. & Kir.
- Chondrilla setulosa C.B.Clarke ex Hook.f.
- Chondrilla spinosa Lamond & V.A.Matthews